# 趙三多
趙 三多（ちょう さんた、Zhao Sanduo、1841年 - 1902年）。趙洛珠ともいう。字は祝盛。義和団の乱の指導者の一人。
直隷省威県出身。梅花拳を習得し、近隣の州県に多くの弟子がいた。1895年より山東省冠県の閻書勤の要請に応じて仇教運動に参加した。1898年、冠県梨園屯で「義和拳」の名をもって蜂起し、「扶清滅洋」をスローガンに教会の焼き討ちを行った。その後、直隷省南部から中部にかけて教会を攻撃した。8ヶ国連合軍が北京を陥落させると、広宗一帯を転戦した。1902年、景廷賓とともに「掃清滅洋」をスローガンに、反清蜂起をおこしたが、失敗して捕らえられた。獄中で食を絶って死去した。